# Cymbidiella
Genre
Classification phylogénétique
Cymbidiella est un genre de plantes à fleurs de la famille des orchidaceae. Ce sont des orchidées terrestres ou épiphytes, endémiques à la côte est de Madagascar, comptant 3 espèces.

## Étymologie
Le nom Cymbidiella a été formé à partir du genre Cymbidium et du suffixe grec "-iella" = égale à, indiquant la ressemblance entre les deux genres.

## Répartition
L'espèce est endémique aux forêts pluviales et marais côtiers de l'est de Madagascar.

## Liste d'espèces
- Cymbidiella falcigera (Rchb.f.) Garay, Orchid Digest 40: 192 (1976)
- Cymbidiella flabellata (Thouars) Rolfe, Orchid Rev. 26: 58 (1918)
- Cymbidiella pardalina (Rchb.f.) Garay, Orchid Digest 40: 192 (1976)

## Description
Cymbidiella flabellata est terrestre, les deux autres espèces Cymbidiella falcigera et Cymbidiella pardalina sont épiphytes